# Apple Valley (Ohio)
Apple Valley é um lugar designado pelo censo localizado no condado de Knox no estado estadounidense de Ohio. No Censo de 2010 tinha uma população de 5.058 habitantes e uma densidade populacional de 286,85 pessoas por km².

## Geografia
Apple Valley encontra-se localizado nas coordenadas 40° 26′ 17″ N, 82° 21′ 00″ O. Segundo o Departamento do Censo dos Estados Unidos, Apple Valley tem uma superfície total de 17.63 km², da qual 15.57 km² correspondem a terra firme e (11.68%) 2.06 km² é água.

## Demografia
Segundo o censo de 2010, tinha 5.058 habitantes residindo em Apple Valley. A densidade populacional era de 286,85 hab./km². Dos 5.058 habitantes, Apple Valley estava composto pelo 96.86% brancos, o 1.09% eram afroamericanos, o 0.28% eram amerindios, o 0.57% eram asiáticos, o 0.02% eram insulares do Pacífico, o 0.42% eram de outras raças e o 0.77% pertenciam a duas ou mais raças. Do total da população o 1.38% eram hispanos ou latinos de qualquer raça.